# Das Finanzkapital

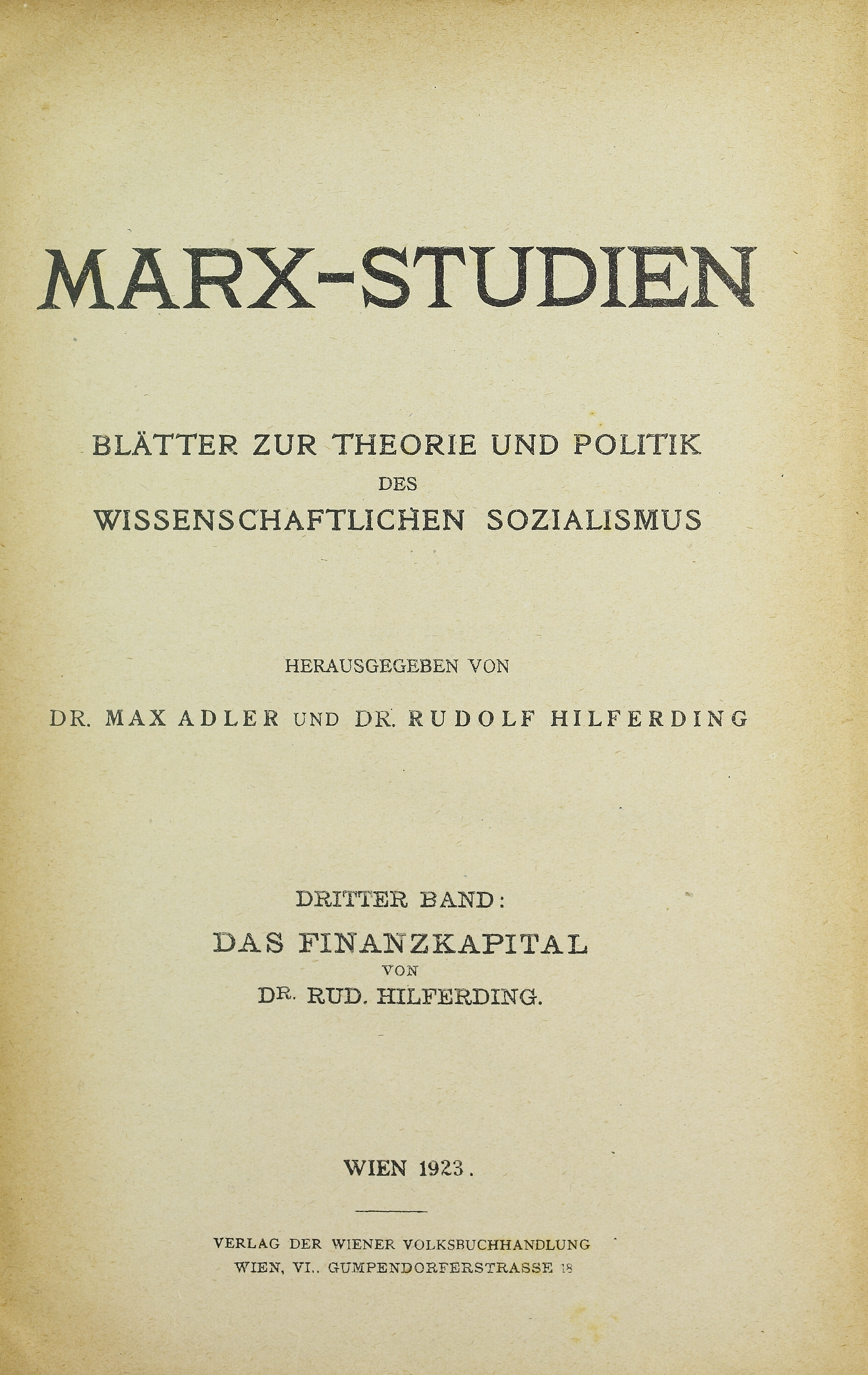
Finanzkapital, 1923

Das Finanzkapital ist ein politökonomisches Werk von Rudolf Hilferding (1877–1941), das erstmals 1910 veröffentlicht wurde.

## Inhalt
„Das Finanzkapital“ ist eine „Studie über die jüngste Entwicklung des Kapitalismus“. Für Hilferding war die Entwicklung der Aktiengesellschaften und schließlich der Monopole ein wichtiger Schritt über den Kapitalismus der freien Konkurrenz hinaus hin zu einem monopolistischen Kapitalismus. Durch die Monopolisierung und Konzentration werden kleine Unternehmer und kleine Kapitalanleger verdrängt. Durch die zunehmende Verschmelzung von Wirtschaft und Staat komme es zu einem staatsmonopolistischen Kapitalismus.
Geprägt wurde „Das Finanzkapital“ von der engen persönlichen Bindung Hilferdings an Karl Kautsky und zur Revisionismusdebatte.
Für die weite Verbreitung der Hilferdingschen Vorstellungen vom Finanzkapital lassen sich etliche Gründe anführen. Hilferdings Theorie rückt die auffälligen, spektakulären Geschehnisse der Börse und die Macht der Banken in den Vordergrund. Hilferding analysiert die Konflikte der verschiedenen Kapitalisten, das Industriekapital gegen das Handelskapital, das Börsen- und Bankkapital gegenüber dem Industriekapital. Er analysiert eine neuartige kapitalistischen Phase, die Herrschaft des Finanzkapitals. Hilferdings Anspruch war die einer werturteilsfreien Analyse, die der orthodoxen Ökonomie gleichwertig ist. Diese „Integrationsleistung“ hat z. B. der Hilferding-Interpret Pietranera herausgestellt, wenn er die Theorie des Finanzkapitals als einen „genuinen und genialen Beitrag“, als eine „notwendige Brücke für die Marxsche und Nichtmarxsche Theorie“ bewertet.

## Wirkung
Als Rudolf Hilferding 1910 sein Buch „Das Finanzkapital“ der Öffentlichkeit übergab, fand es sofort großen Beifall. Lenin verwendete den Inhalt für seine Schrift Der Imperialismus als höchstes Stadium des Kapitalismus und nannte das Buch eine „höchst wertvolle theoretische Studie“. Otto Bauer sah darin „das Werk, auf das wir seit langem gewartet haben“ und Karl Kautsky sprach würdevoll vom „vierten Band des Kapitals“. Spätere Interpreten stimmten diesem Urteil weitgehend zu und deuteten, wie etwa Fred Oelßner, Hilferdings Finanzkapital als eine „bedeutsame Weiterentwicklung der Marxschen ökonomischen Theorie“.

## Auflagen
- Erstausgabe: Das Finanzkapital. Eine Studie zur jüngsten Entwicklung des Kapitalismus. Wien: Verlag der Wiener Volksbuchhandlung Ignaz Brand & Co.; 1910
- Nachauflagen: 1920, 1923, 1927, 1947, 1955, 1968, 1971, 1973, 1974 und 2000.[2]